# Caligus similis
Caligus similis is een eenoogkreeftjessoort uit de familie van de Caligidae. De wetenschappelijke naam van de soort is voor het eerst geldig gepubliceerd in 2005 door Ho, Kim I.H. & Nagasawa.